# Strandhögg
Strandhogg è un termine  in lingua norrena che indica una tattica militare vichinga, basata sull'uso di spie seguite da rapidi attacchi a scopo di razzia, simili a commando, lungo le coste. Una delle sue possibili traduzioni è "lottare sulla sabbia o sulla spiaggia".
I Vichinghi conducevano la scorreria potendo avvalersi in alcuni casi di una rete di spie presso i numerosi centri abitati con cui avevano rapporti commerciali. Queste li informavano riguardo ai costumi locali, alle date di feste religiose, aiutandoli nelle traduzioni ed indicando luoghi in cui saccheggiare e persone da rapire per poi pretendere un riscatto. Accadeva che i Vichinghi facessero queste incursioni anche contro i propri connazionali. Harald I, noto come Harald il Chiaro, vietò lo strandhögg in territorio norvegese. Questo tipo di spedizioni interessò in seguito l'Europa continentale e le Isole Britanniche.